# Locris mobana
Locris mobana är en insektsart som beskrevs av Victor Lallemand 1940. Locris mobana ingår i släktet Locris och familjen spottstritar. Inga underarter finns listade i Catalogue of Life.